# Kilidougou
Kilidougou is een gemeente (commune) in de regio Koulikoro in Mali. De gemeente telt 15.500 inwoners (2009).
De gemeente bestaat uit de volgende plaatsen:
- Bénéna
- Bozibougou
- Djiguena
- Fah Mana
- Kacouma
- Maba
- N'Gala
- N'Tobougou (hoofdplaats)
- Tioni
- Tonégué
- Yorobougou
- Zanz Sguila